# Joseph Lomagne
Joseph Lomagne (Perpinyà, 17 d'octubre del 1803 - 30 de juliol del 1868) va ser un músic nord-català, violinista, compositor i professor de música.

## Biografia
Estudià al Lycée Arago de Perpinyà; aprengué a tocar el violí amb Coste, el mestre de capella de la catedral de Perpinya, i durant un temps tocà amb Jacques Gallay, a la societat lírica perpinyanenca que havia estat fundada el 1817. Continuà la seva formació al conservatori de París, en una breu estada a la classe del gran violinista i professor Rodolphe Kreutzer.
Durant diversos anys dirigí l'orquestra del Col·legi de Sorese i, posteriorment, tocà com a primer violinista solista a teatres de Tolosa, Nimes i Bordeus. De tornada al Rosselló el 1836, es volgué dedicar a l'ensenyament de la música i amb aquest propòsit fundà a l'agost del 1848 el conservatori de música de Perpinyà (en aquelles èpoques, "Escola Municipal de Música") i el dirigí fins a la mort. Hi tingué per deixeble (1843) el futur músic i compositor Josep Coll. Als anys 60 del segle xix feu diverses gires de concerts de violí per balnearis dels Pirineus Orientals, amb peces d'altres compositors i fantasies pròpies sobre altres músiques. Va ser membre corresponent de l'"Académie de l'enseignement de Paris".
Com a compositor fou autor d'un gran nombre d'obres d'estils molt diversos: una òpera, música religiosa, peces per a instruments de corda...

## Obres
- Ave Maris Stella (1866), per a violí
- Cantata a Sant Francesc d'Assís (1865)
- Carnaval de Venise (1861 o anterior)
- Chemin de la croix (1866), per a 2 veus de soprano, cors i conjunt de corda
- Élégie (1855), per a piano, violí o violoncel, a la memòria de la seva filla
- Himne a santa Teresa (1865)
- Invocation a Notre-Dame de Consolation (1866), per a violí
- La Maronite (1854 o anterior), òpera en quatre actes
- Messe à trois voix (1850), per a cors i gran orquestra
- Sémiramis (1865), per a violí
- Sméralda (1854 o anterior)
- Souvenir d'amitié (1862), per a violí
- Stabat mater (1851), per a tres veus solistes, cors i gran orquestra
- Diversos estudis per a violí
- Composicions religioses com salms, vespres de diumenge, càntics
- Trios per a conjunt de corda (els tres primers, del 1861)
- Quartets per a conjunts de corda
- Fantasies i aires variats per a violí